# Felix von Weingartner
Felix von Weingartner, pl. Münzberg (Zadar, 2. lipnja 1863. – Winterthur, 7. svibnja 1942.), austrijski dirigent, neoromantičarski skladatelj, pijanist i književnik.

## Životopis
Weingartner je studirao u Grazu, Leipzigu i naposljetku u Weimaru kod Franza Liszta. Bio je također i učenik Carla Reineckea. Weingartner je prvenstveno poznat kao dirigent i kulturolog, no za života je bio i skladatelj i književnik.
Nakon što je glazbenim pozornicama ravnao već u Mannheimu i Berlinu, 1908. godine je naslijedio Gustava Mahlera i tri godine ravnao bečkom Dvorskom operom. Od 1908. – 1927. Weingartner je vodio koncerte Bečke filharmonije, a istovremeno je od 1919. – 1924. bio i ravnatelj bečke Narodne opere (njem.Volksoper Wien). Godine 1927. otišao je u Švicarsku. Od 1935. – 1936. bio je ravnatelj bečke Državne opere (njem. Wiener Staatsoper). Nadalje je djelovao u Hamburgu, Bostonu, Münchenu i Baselu.
Iako je Felix von Weingartner bio i skladatelj širokog opusa (skladao je opere, simfonije, pjesme, instrumentalnu komornu glazbu), njegova se djela danas rijetko izvode. Kao dirigent je nadahnuo mnoge generacije glazbenika svojom jasnom i skladnom tehnikom.

## Vanjske poveznice

### Sestrinski projekti
|  | Zajednički poslužitelj ima još gradiva o temi Felix von Weingartner |

### Mrežna sjedišta
- Weingartner, Felix Hrvatska enciklopedija. LZMK
- LZMK / Proleksis enciklopedija: Weingartner, Felix